# نورمان تشاد
نورمان تشاد (بالإنجليزية: Norman Chad)‏ هو صحفي وناقد سينمائي أمريكي، ولد في 17 أغسطس 1958 في واشنطن العاصمة في الولايات المتحدة.

## وصلات خارجية
- نورمان تشاد على موقع IMDb (الإنجليزية)
- نورمان تشاد على موقع روتن توميتوز (الإنجليزية)